# John Lowery
John Lowery znany także jako John 5 (ur. 31 lipca 1971) – amerykański gitarzysta. W latach 1998–2005 grał w zespole Marilyn Manson, od 2005 gra w zespole Roba Zombie.

## Życiorys
Interesował się takimi zespołami jak: KISS, Van Halen, Jimi Hendrix oraz The Beatles. Mając 15 lat, zaczął grać w lokalnym klubie, a potem po ukończeniu 18 roku życia wyruszył do Kalifornii.
Od 1995 do 1996 grał w zespole Frosted. Kolejnym zespołem był Red Square Black, który wydał trzyutwórowy album dla ZOO Records, gdzie producentem był Bob Marlette. Kiedy odszedł z Frosted próbował się dostać do zespołu Marilyna Mansona, ale spóźnił się na przesłuchanie i do zespołu wstąpił Zim Zum. Na przełomie lipca i sierpnia 1998 Lowery zastąpił gitarzystę zespołu przed wydaniem płyty „Mechanical Animals”.
W 2004 opuścił Marilyn Manson i wydał swój solowy album „Vertigo”. Obecnie współpracuje z takimi artystami jak Ozzy Osbourne czy Rob Zombie. W 2006 wydał kolejną solową płytę pt. „Songs for Sanity”.
Zaprojektował swoją własną gitarę John Lowery Singature Fender Telecaster w 2003.

## Życie prywatne
Jego żoną była aktorka pornograficzna Aria Giovanni, ma z nią dwójkę dzieci.

## Dyskografia
| Albumy solowe - Vertigo (2004) - Songs for Sanity (2005) - The Devil Knows My Name (2007) - Requiem (2008) - Behind the Player: John 5 (2008, DVD) - Remixploitation (2009) - The Art of Malice (2010) - The God Told Me To (2012) |  | Marilyn Manson - Holy Wood (In the Shadow of the Valley of Death) (2000) - The Golden Age of Grotesque (2003) - Lest We Forget: The Best Of (2004) Rob Zombie - Educated Horses (2006) - Hellbilly Deluxe 2 (2010) - Venomous Rat Regeneration Vendor (2013) - The Electric Warlock Acid Witch Satanic Orgy Celebration Dispenser (2016) |

## Filmografia
| Tytuł                                          | Rok  | Rola        | Uwagi                                      | Źródło |
| ---------------------------------------------- | ---- | ----------- | ------------------------------------------ | ------ |
| „Rock Prophecies”                              | 2009 | jako on sam | film dokumentalny, reżyseria: John Chester | [ 4 ]  |
| „The Life, Blood and Rhythm of Randy Castillo” | 2014 | jako on sam | film dokumentalny, reżyseria: Wynn Ponder  | [ 5 ]  |
| „Hired Gun”                                    | 2016 | jako on sam | film dokumentalny, reżyseria: Fran Strine  | [ 6 ]  |

## Nagrody i wyróżnienia
| Rok  | Kategoria                     | Tytułem | Nagroda                     | Nota      | Źródło |
| ---- | ----------------------------- | ------- | --------------------------- | --------- | ------ |
| 2011 | Epiphone Best Guitarist Award | John 5  | Revolver Golden Gods Awards | Nominacja | [ 7 ]  |
| 2013 | Best Guitarist                | John 5  | Revolver Golden Gods Awards | Laur      | [ 8 ]  |